# Jordan Jovkov

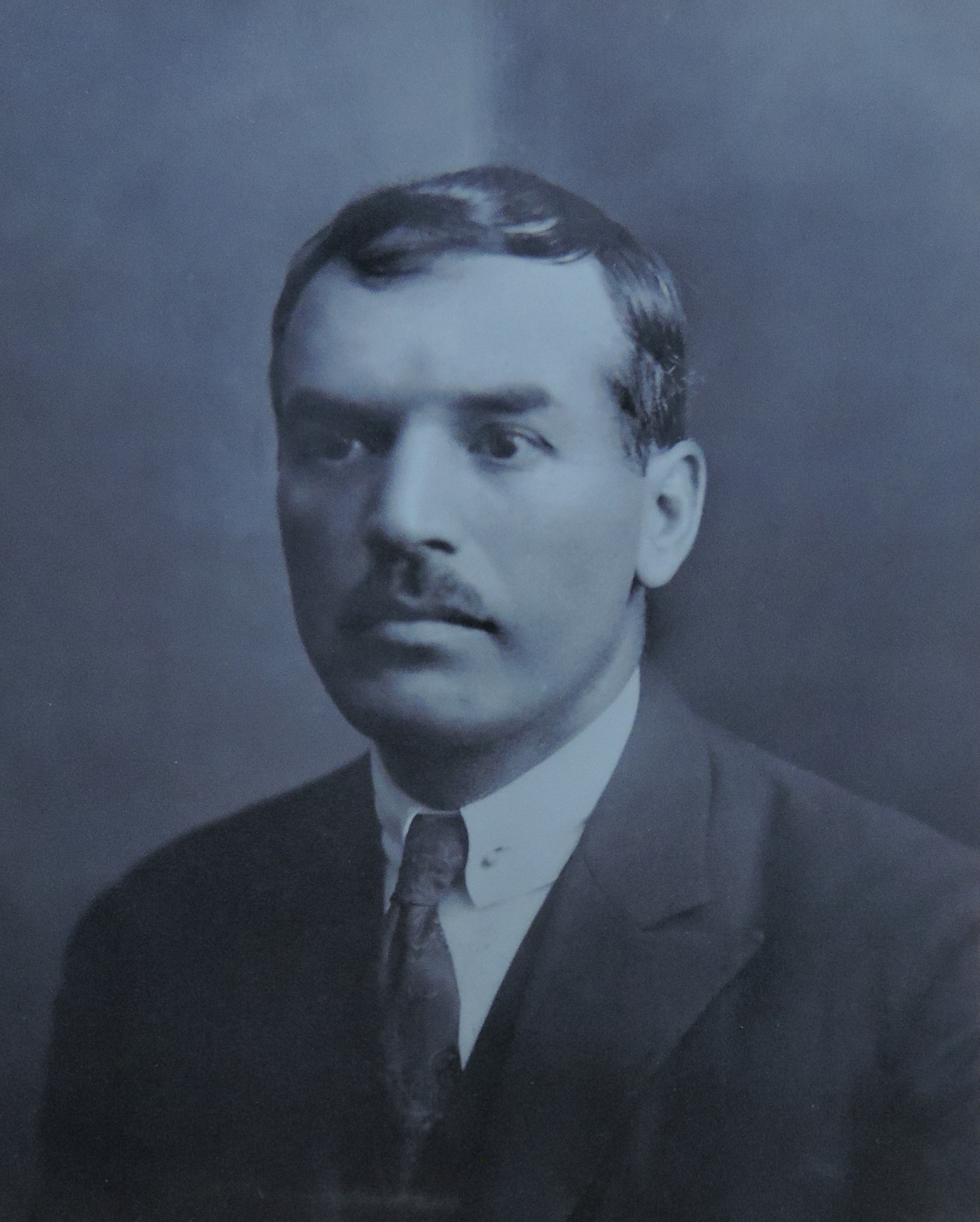
Jordan Jovkov

Jordan Stefanov Jovkov (bulgariska: Йордан Стефанов Йовков, född 9 november 1880 i Zjeravna, död 15 oktober 1937 i Plovdiv), var en bulgarisk författare och dramatiker.
Jovkov var krigskorrespondent under Balkankrigen och under första världskriget. 1920-1927 var han pressattaché vid bulgariska ambassaden i Bukarest.
Han debuterade 1910 med Ovtjarova zjalba ("Herdens klagan"), en berättelse med lyriska inslag, byggd på folkdiktning. Därpå följde en lång rad berättelser och noveller, som är samlade i Staroplaninski legendi ("Balkanlegender", 1927), Vetjeri v Antimovskija chan ("Kvällar på värdshuset i Antimovo", 1928), Posledna radost ("Den sista glädjen") och Ako mozjecha da govorjat ("Om de kunde tala"). Som novellförfattare har han haft stor betydelse för utvecklingen av den bulgariska prosan, och han dominerade tillsammans med Elin Pelin i ett tjugotal år Bulgariens realistiska landsbygdsprosa. Han skrev även flera romaner, bland annat Zjetvarjat ("Slåtterkarlen") och Tjiflikat kraj granitsata (på svenska som Gården vid gränsen), och dessutom skådespel som tragedin Albena, lustspelet Miljonerat ("Miljonären") och Borjana, en satir över de dåvarande samhällsförhållandena i Bulgarien.